# Asthenocormus
Asthenocormus är ett utdött släkte av förhistoriska benfiskar som levde under yngre jura och mellersta jura (Oxfordian - äldre Tithonian).